# Buddhismus v Koreji

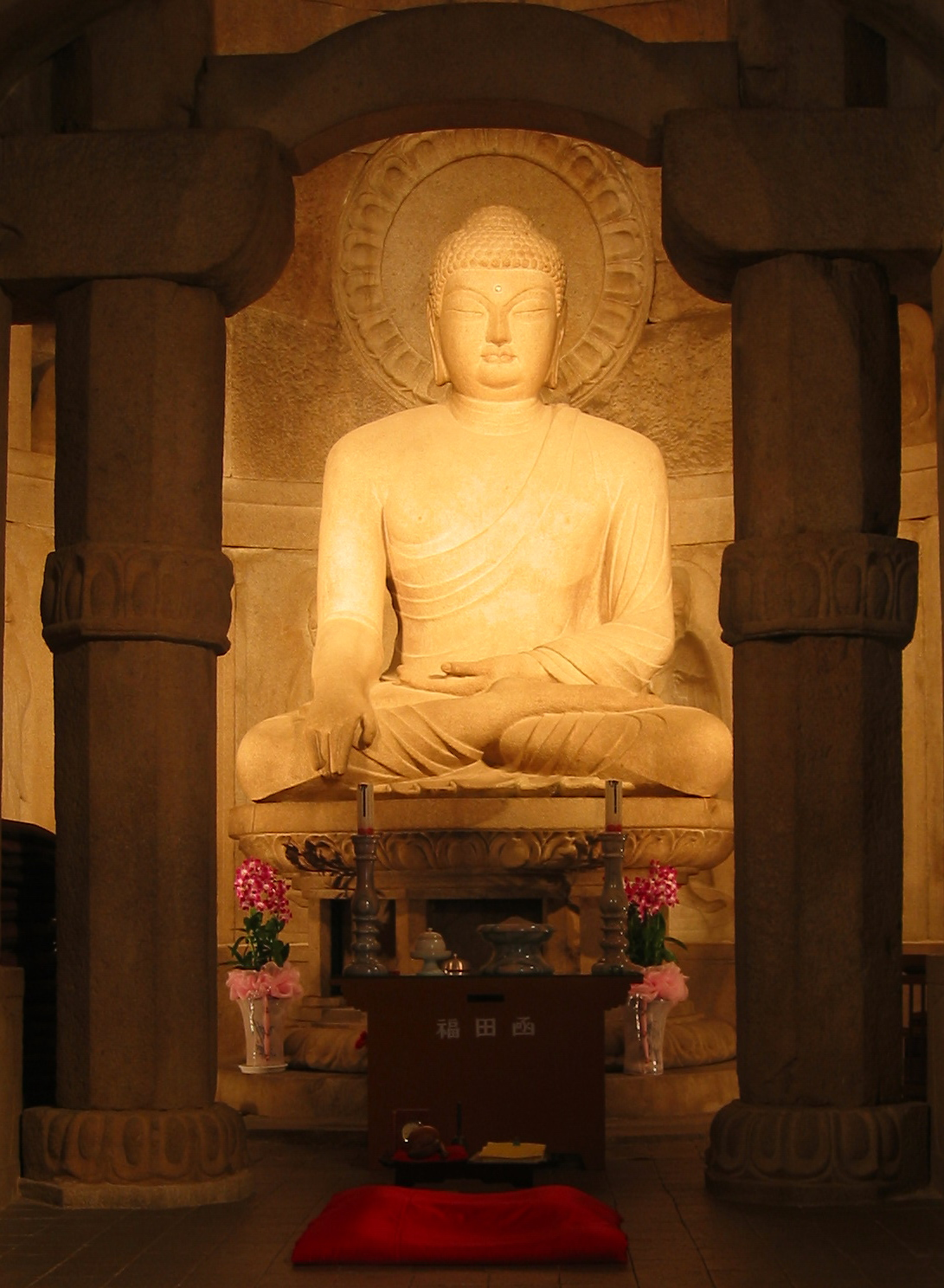
Socha Gautama Buddhy, Seokguram Grotto, Gyeongju, Jižní Korea

Buddhismus v Koreji má velmi specifickou podobu odlišnou od tradičního buddhistického učení. Korejský buddhismus je výhradně mahájánového směru, pod tímto pojmem se rozumí jeho tradice v Koreji, kam se rozšířily ze sousední Číny po Hedvábné stezce. Tradiční datování příchodu buddhismu do Koreje se uvádí rok 372.

## Dějiny buddhismu v Koreji

### Rozšíření
Když byl buddhismus ve 4. století přinesen do Koreje, tehdejší Korea byla rozdělena do Tří království: Kogurjo na severu, Pekče na jihozápadě a Silla na jihovýchodě. Do té doby byl tradičním korejským náboženstvím šamanismus. S příchodem buddhismu nenastává konflikt dvou náboženství, ale obě náboženství se promíchala. Buddhistické chrámy se tak začínají stavět v horách, které byly pokládány za tradiční místa přebývání duší apod.
Do největšího z království, království Silla, buddhismus pronikl až v 5. století, zejména díky počátečnímu odporu aristokratických vrstev. V roce 527 významný úředník Ichadon oznámil tehdejšímu králi Beopheungi, že se stal buddhistou. Král poručil tomu muži stít hlavu. Podle pověsti z něj místo krve začalo vytékat mléko. Ichanod je dodnes považován za mučedníka.
Za dalšího panovníka nastal prudký vzestup buddhismu, který vyústil až v konečné uznání buddhismu jako státního náboženství. Korejští mnichové započali cestovat zejména do Číny, odkud přinášely další buddhistické texty. V 6. století byl buddhismus z Koreje přenesen do Japonska. V této době se již počaly formovat různé buddhistické školy.
V roce 668 se království Silla podařilo sjednotit celý korejský poloostrov a započalo tak období známé jako Sjednocená Silla, které trvalo až do roku 918. Buddhismus se v tomto období dále vyvíjel a bylo postaveno mnoho buddhistických chrámů. Velký milník přišel, když se do Koreje dostalo z Číny učení čchan, v Japonsku známé jako zen a v korejském buddhismu son. Son velice výrazně ovlivnil ráz korejského buddhismu a dodnes je nejvýraznější formou buddhismu v Koreji.

### Současnost

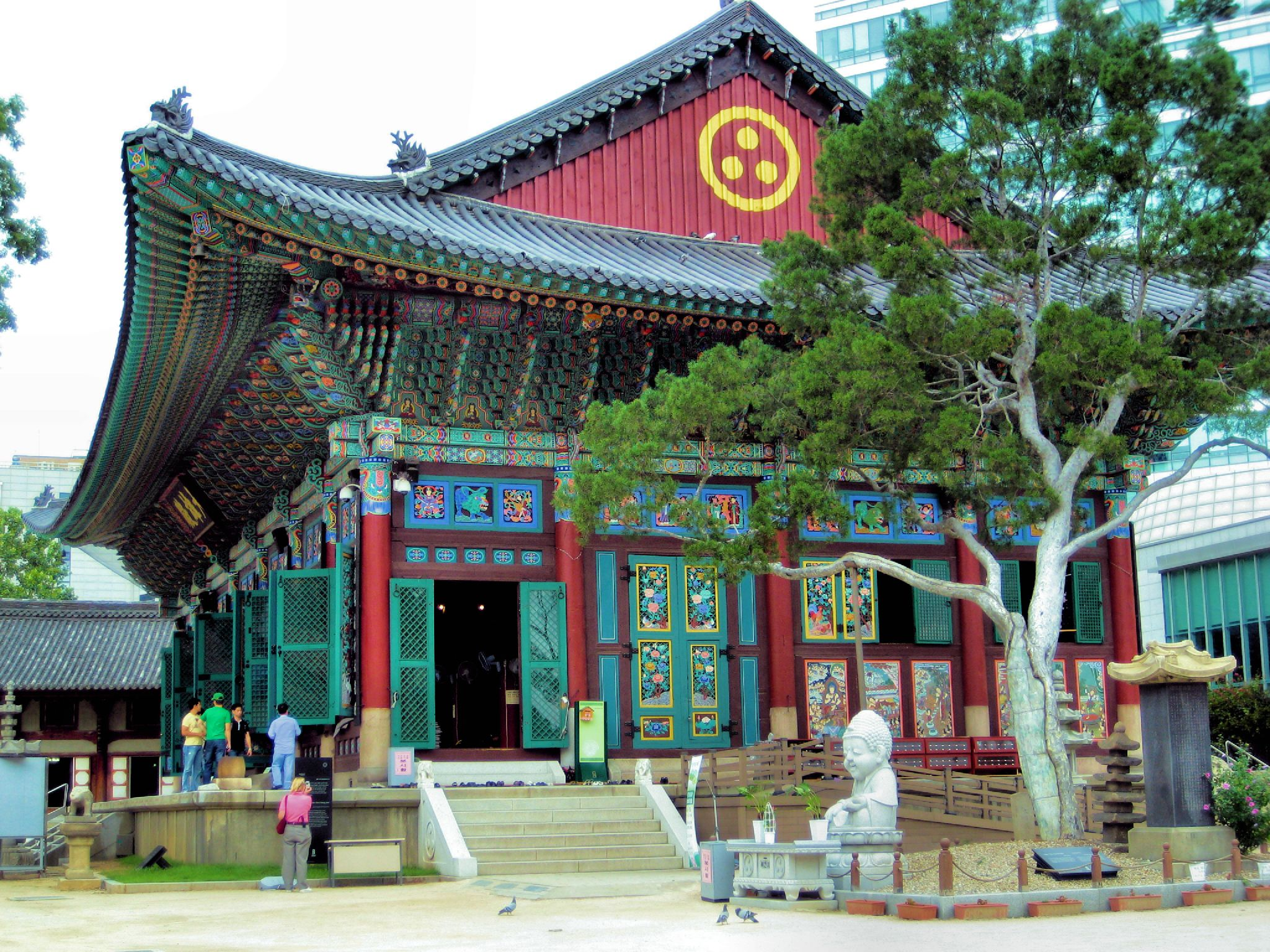
Svatyně Jogyesa

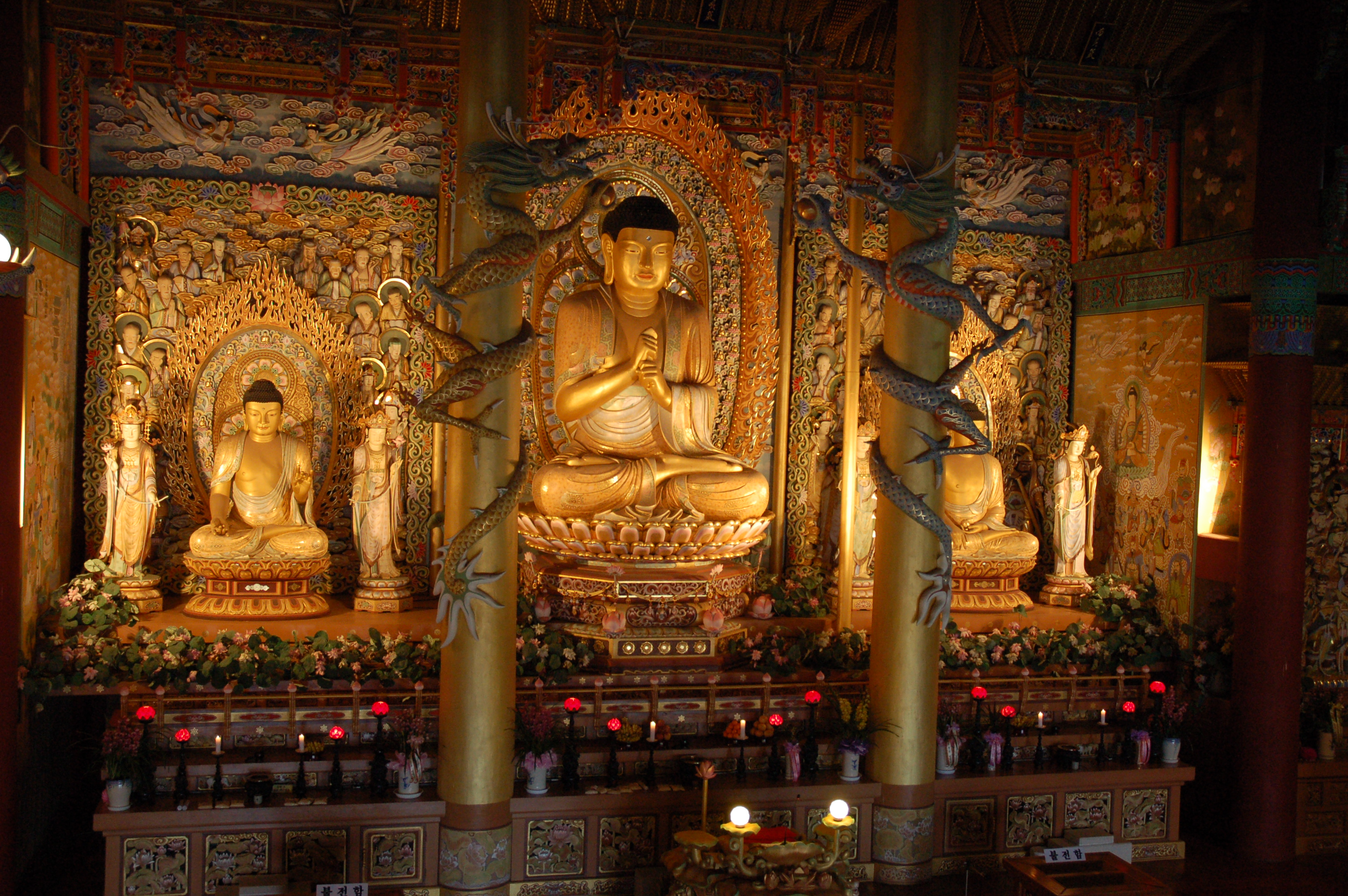
Tradiční interiér korejské buddhistické svatyně

Zejména od roku 1970 zažívá korejský buddhismus vzestup. V Korejské republice od 80. let 20. století působí asi třicet buddhistických škol. Mezi nimi jsou nejdůležitější Čogje (조계종) a Tego (대고종). Ke každé škole náleží na tisíce klášterů a spousta z nich má více než tisíciletou tradici. Pod Čogje také patří tři hlavní korejské kláštery symbolizující „trojíklenot" buddhismu - Buddhu, Dharmu a Sanghu. Ústřední klášter Čogjesa je umístěn uprostřed Soulu. Ke škole Čogje se dnes hlásí asi devět miliónů Korejců a přímo v klášteře žije asi 15 000 mnichů a mnišek, kteří dodržují celibát. V Koreji tuto starou tradici zrušili až Japonci po roce 1910. V polovině minulého století byla zásada celibátu opět povolena a dnes je v Koreji jediná škola, Tego, kde se mniši mohou ženit.
Korejský buddhismus ale žije i ve své „lidové" podobě. Jak se zdá, více než meditace Korejce přitahuje modlitba k Buddhům a bódhisattvům, o nichž věřili, že je jejich soucit může zbavit jejich vlastních trápení a problémů. Tento kult není úplně ve shodě v původním učením o tom, že spásy lze dosáhnout jen absolvováním samsáry a dosažení nirvány, ale dnes je přijímán i v jiných zemích mahájánového buddhismu. Na rozdíl od původního indického buddhismu si Korejci libují v barvitých rituálech, kde lze vycítit vliv šamanismu. Některé slavnosti mají svůj původ již v Korjo či Sille a často se mluví o tom, že jsou to v podstatě šamanistické rituály s buddhistickou slupkou. Lze sem zařadit např. oslava Buddhových narozenin, která se slaví v 8. den 4. lunárního měsíce. Ulice měst jsou plné svítících lampionů se svastikami a jinými buddhistickými symboly. Také ve východní Asii je Jižní Korea jediným státem, kdy na tento den připadá pracovní volno.